# Ostorjīn
Ostorjīn (persiska: اُشتُرجين, Oshtorjīn, استرجین) är en ort i Iran.   Den ligger i provinsen Hamadan, i den nordvästra delen av landet, 300 km väster om huvudstaden Teheran. Ostorjīn ligger 1 873 meter över havet och antalet invånare är 531.
Terrängen runt Ostorjīn är huvudsakligen kuperad, men västerut är den platt. Runt Ostorjīn är det ganska tätbefolkat, med 86 invånare per kvadratkilometer. Närmaste större samhälle är Asadābād, 5,0 km väster om Ostorjīn. Trakten runt Ostorjīn består i huvudsak av gräsmarker.